# Alexej Andrejevič Golicyn
Alexej Andrejevič Golicyn (rusky Алексей Андреевич Голицын, 1632 – 1694) byl ruský státník, číšník (1652), stolník, vojevoda a bojar (1658), zakladatel alexejevičské větve knížat Golicynů.

## Život
Kníže Alexej Andrejevič Golicyn byl třetím synem bojara a vojevody Andreje Andrejeviče Golicyna († 1638). měl bratry Vasilije († 1652), Ivana († 1690) a Michaila († 1687).
Začátkem 50. let patřil mezi blízké pomocníky ruského cara Alexeje Michajloviče. Roku 1652 je připomínán v úřadě číšníka, poté byl převeden mezi stolníky. Roku 1658 obdržel hodnost bojara.
V letech 1665–1667 vykonával úřad tobolského vojevody, v letech 1675–1676 byl kyjevským vojevodou. V letech 1681–1684 opět sloužil jako tobolský vojevoda.
Byl ženatý s Irinou Fjodorovnou Chilkovou († 1698), dcerou knížete Fjodora Andrejeviče Chilkova, se kterou měl šest synů (Dmitrije, Jakova, Borise, Ivana, Pjotra a Fjodora) a dvě dcery.